# Asimo Lidoriki

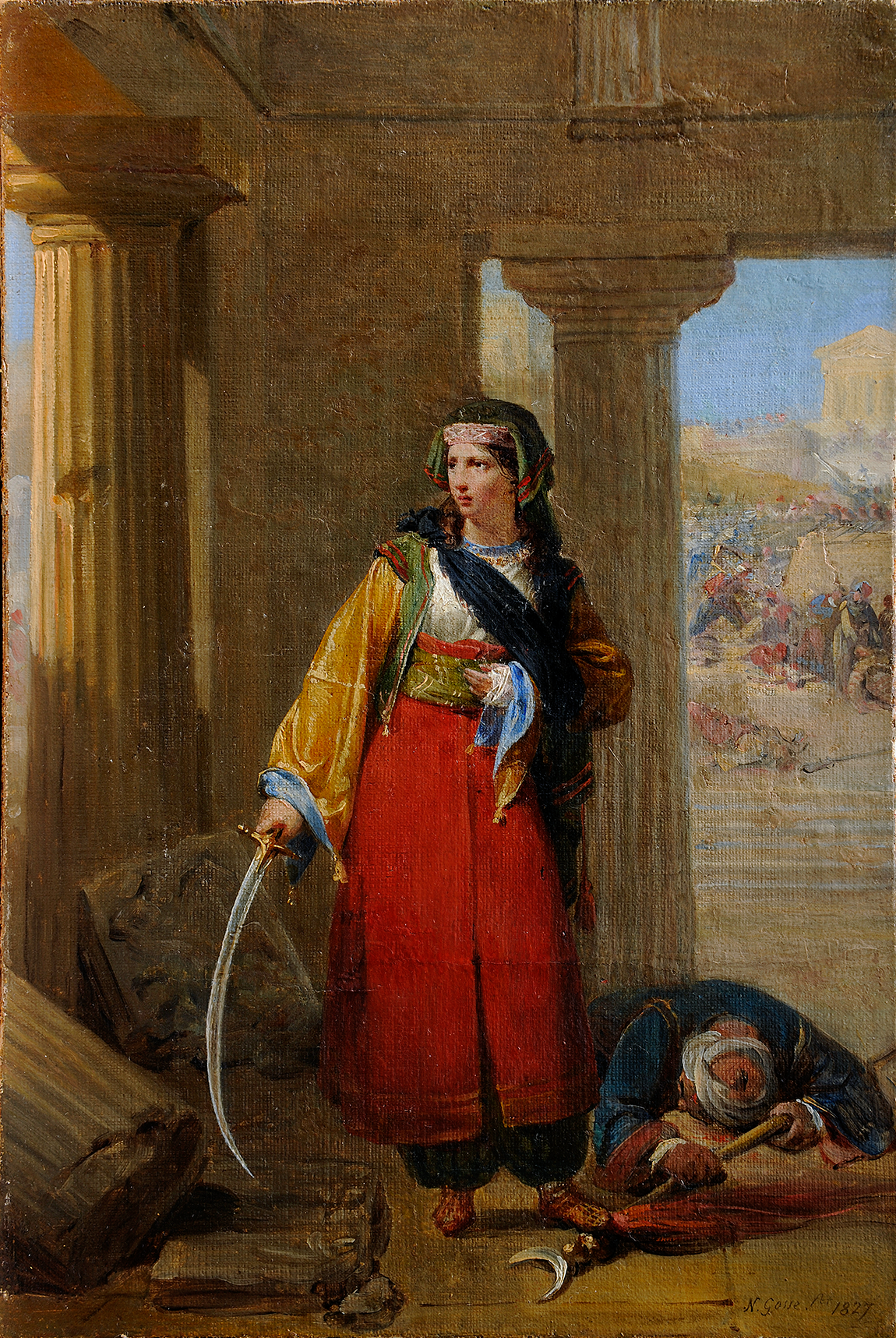
„Die Schlacht um die Akropolis“ im Bezirk des Parthenon. Ihre linke Hand ist verletzt, in ihrer rechten hält sie einen Yatagan. Mit ihrem linken Fuß tritt sie triumphierend auf das Banner mit der Mondsichel eines gefallenen Osmanen. Gemälde von Nicolas Gosse (1827).

Asimo Lidoriki (griechisch Ασήμω Λιδωρίκη; * 1803; † 12. Januar 1827 in Athen) war eine griechische Freiheitskämpferin und zeitweise Festungskommandantin der Akropolis von Athen während der Griechischen Revolution.
Sie war auch unter den Namen Asimo oder Asimina Goura oder Asimoula Lidoriki bekannt. Spitznamen waren weiterhin Gouraina oder Daliana, letzterer in Anlehnung an die Waffe Kariofili, da sie als „groß und schlank“ beschrieben wurde.

## Leben
Asimo Lidoriki war die Tochter des Kotzabasiden Anagnostis Lidorikis aus Lidoriki in Phokis und die Schwester des Politikers Anastasios Lidorikis.
Am 23. Februar 1823 heiratete sie Giannis Gouras, Protopalikari (Hauptgefolgsmann) von Odysseas Androutsos und damaliger Festungskommandant der Akropolis von Athen. Die Familie Lidoriki befand sich zu jener Zeit in einem heftigen politischen Konflikt mit Androutsos.
Aufgrund ihres gesellschaftlichen Standes lebte das Paar im Erechtheion. Giannis Gouras hatte beträchtliche Reichtümer erlangt, unter anderem durch Plünderungen. Während der Belagerung der Akropolis war Asimo Lidoriki auch medizinisch zuverlässig für die belagerte Garnison tätig.
Nachdem sie vom Tod ihres Mannes Gouras erfuhr, verhielt sie sich nach Angaben von Hermann von Pückler-Muskau wie eine „Spartanerin“. Mit großer Entschlossenheit und noch bevor sie ihren toten Mann begraben hat, übernahm Asimo die Führung der Belagerten, bis Nikolaos Kriezotis eintraf. Die Männer, die zuvor unter Gouras' Führung standen, waren von Trauer und Verzweiflung geplagt. Asimo Lidoriki appellierte folgendes an die Garnison: „Hört auf [...]! Als er noch lebte, habt ihr ihn mit Galle und Essig übergossen, wie Christus, warum weint ihr jetzt um ihn? [...] Wenn ihr möchtet, dass seine Seele euch vergibt, schaut, wie ihr diese Festung retten könnt, anstatt hier wie Frauen zu weinen. Ich, die ich meine Haare raufen und klagen sollte, schaut mich an! Ich habe sein Schwert genommen und werde nun selbst eure Kapetanissa (Anführerin), um die Akropolis zu retten und unser Land aus der Sklaverei zu befreien!“ Die Palikaren von Gouras schworen in ihrer Gegenwart, das Andenken ihres gefallenen Anführers bis zu ihrem eigenen Tod zu ehren. Im Testament ihres Mannes bestimmte dieser, dass sie nach seinem Ableben nicht wieder heiraten dürfe.
Der General von Euböa, Nikolaos Kriezotis, erklärte sich jedoch bereit, bei der Verstärkung der Verteidigung der Akropolis zu helfen, nachdem Karaiskakis (oder Asimos Bruder) ihm versprochen hatte, die Witwe Daliana mit einer reichen Mitgift zur Frau zu nehmen. Knapp drei Monate, möglicherweise auch schon nach 13 Tagen, nach dem Tod von Gouras verlobten sich Asimo Lidoriki und Nikolaos Kriezotis inoffiziell – mit Zustimmung der Familie Lidoriki.
Am 12. Januar 1827 schlug nach Mitternacht eine Kanonenkugel (oder zwei Bomben) in das Erechtheion ein, in dem sich Frauen und Kinder aufhielten. Das Dach stürzte ein und begrub elf Menschen unter sich, darunter auch Asimo Goura. Ihre Leiche wurde am Morgen geborgen. Auch Asimos Schwester Carmaina sowie ihre drei oder vier Kinder sowie eine Nichte von Gouras und ein Dienstmädchen kamen dabei ums Leben.

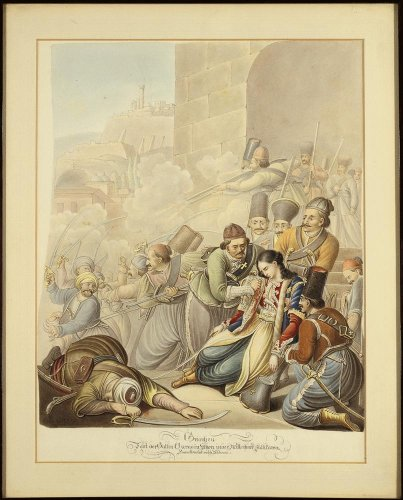
Tod der Festungskommandantin der Athener Akropolis und Witwe von Giannis Gouras, Asimo Lidoriki. Gemälde von Georg Emanuel Opiz (1827); aufbewahrt im Benaki-Museum.

Giannis Mamouris, ein Verwandter von Giannis Gouras und stellvertretender Kommandant der Akropolis, ließ das Gebäude sofort sichern, um die persönlichen Besitztümer des verstorbenen Ehepaars zu schützen.
In der Bevölkerung sprachen einige von einer „Nemesis und erinnerten sich an ihre Verwicklung in den Androutsos-Fall und die Geringschätzung gegenüber ihrem verstorbenen Ehemann.“
Asimo Lidoriki wurde mit militärischen Ehren am Rand der Akropolis begraben.

## Rezeption
Die Geschichte von Asimo Lidoriki fand durch Charles Nicolas Baron Fabvier in Frankreich ihre Verbreitung.
Der französische Maler Nicolas Gosse widmete ihr daraufhin bereits 1827 ein heroisierendes Gemälde. Das Werk reflektiert humanistische Ideale und verbindet Klassizismus, Romantik und Idealismus. Asimo wird als Allegorie für das kämpfende Griechenland präsentiert, ähnlich den Darstellungen von Griechenlands Leid und Widerstand in den Werken anderer europäischer Künstler wie Delacroix und Ravault.
Ein zeitgenössischer Historiker bezeichnete Asimo Lidoriki als die „neue Judith“. Dimitrios Byzantios beschrieb sie charakteristisch als „sture Asimo“.
Im Jahr 1898 widmete Evgenia Zografou Asimo Lidoriki den ersten Roman, der in Griechenland von einer Frau verfasst und veröffentlicht wurde.
Am 12. März 2017 fand eine größere Veranstaltung mehrerer historischer und kultureller Vereinigungen statt, bei der bisher wenig bekannte Aspekte aus dem Leben von Asimo Lidoriki beleuchtet wurden.